# N951 (België)
De N951 is een gewestweg in de Belgische provincie Namen. Deze weg vormt de verbinding tussen Wépion en Anthée.
De totale lengte van de N951 bedraagt ongeveer 28,5 kilometer.

## Plaatsen langs de N951
- Wépion
- Bois-de-Villers
- Lesve
- Saint-Gérard
- Denée
- Ermeton-sur-Biert
- Anthée